# Ла Гума, Джеймс
Джеймс (Джимми) Арнольд Ла Гума (англ. James La Guma; 1894 — август 1961) — южноафриканский деятель освободительного движения.

## Биография
Родился в Блумфонтейне, столице бурского Оранжевого свободного государства, в семье странствующего сапожника, имевшего франко-малагасийские корни. Остался сиротой в возрасте пяти лет; некоторое время воспитывался вместе с сестрой матерью-прачкой, позже был взят на воспитание дядей, жившим в Кейптауне. В возрасте восьми лет начал работать на пекарне, тогда как в школу пошёл только в десять лет и через два года был вынужден оставить её из-за необходимости работать.
После непродолжительного периода работы посыльным в 1907 году поступил в ученики к кожевенных дел мастеру. В возрасте шестнадцати лет отправился в Германскую Юго-Западную Африку (ныне Намибия), где начал работать сначала погонщиком скота, затем железнодорожным рабочим, а после окончания Первой мировой войны в Юго-Западной Африке — на местных алмазных копях, где в 1918 году руководил забастовкой их рабочих. В 1921 году вернулся в Кейптаун, где вскоре стал одним из руководителей возглавляемого Клементсом Кадали Союза работников промышленности и торговли, который являлся крупнейшей профсоюзной организацией чернокожего населения ЮАР. В 1925 году вступил в Коммунистическую партию Южной Африки, в 1926 году войдя в её центральный комитет.
В 1927 году стал одним из руководителей Африканского национального конгресса, принял участие в работе 1-го конгресса Антиимпериалистической лиги в Брюсселе, после чего выступил с лекциями в нескольких городах Европы и приехал в СССР на празднование десятилетия установления советской власти. В 1930-х годах стал одним из основателей Объединённого фронта, в 1936 году — Лиги национального освобождения, выступавшей против сегрегации неевропейского населения в ЮАС; руководил массовыми демонстрациями.
После начала Второй мировой войны вступил в армию ЮАС, воевал в Эфиопии и Египте, демобилизовался в 1947 году. В 1957 году возглавил Южноафриканский конгресс цветного населения, занимая эту должность до конца жизни. На протяжении своей жизни неоднократно подвергался преследованиям и арестам со стороны южноафриканских властей. Умер от болезни сердца.
Его сын — известный южноафриканский писатель Алекс Ла Гума.